# الاتحاد العربي السعودي لألعاب القوى
تأسس الاتحاد العربي السعودي لألعاب القوى عام 1963 تحت مسمى «الجمعية العربية السعودية لألعاب القوى» وانضم إلى الاتحاد الدولي لألعاب القوى عام 1963 وإلى الاتحاد الآسيوي لألعاب القوى عام 1976 وإلى الاتحاد العربي لألعاب القوى عام 1975 وهو كذلك عضو مؤسس للجنة التنظيمية لألعاب القوى بمجلس التعاون لدول الخليج العربية عام 1985.